# U 568 (Kriegsmarine)
De U 568 was een type VII C U-boot van de Duitse Kriegsmarine tijdens de Tweede Wereldoorlog. De U 568 stond onder commando van kapitein-luitenant-ter-zee Joachim Preuss. Hij schoot als eerste U-boot op een neutrale Amerikaanse oorlogsbodem, de USS Kearney (DD-432) op 17 oktober 1941.

## Geschiedenis
Preuss schoot op de torpedojager USS Kearney tijdens de aanval op een Brits konvooi op 17 oktober 1941. De USS Kearney kreeg een torpedo in de flank, maar bleef drijven. 

## Ondergang
De U 568 werd op 29 mei 1942 tot zinken gebracht in de Middellandse Zee, ten noordoosten van Tobroek, in positie 32° 42′ 0″ NB, 24° 53′ 0″ OL door dieptebommen van de Britse torpedobootjager HMS Hero en de escorte-torpedobootjagers HMS Eridge en HMS Hurworth. De drie torpedobootjagers dwongen de beschadigde U 568 naar de oppervlakte te komen. De Duitse bemanning kon aan dek komen om zich over te geven. Bij deze aanval vielen er geen Duitse slachtoffers.